# Znamienka (przystanek kolejowy)
Znamienka (biał. Знаменка; ros. Знаменка) – przystanek kolejowy w miejscowości Znamienka, w rejonie brzeskim, w obwodzie brzeskim, na Białorusi.